# Sailauf
Sailauf es un municipio alemán, ubicado en el distrito de Aschaffenburg, en la región administrativa de Baja Franconia, en el Estado federado de Baviera. 
Atravesado por la cadena montañosa Spessart, se encuentra en las cercanías de Aschaffenburg. Además, es uno de los asentamientos más antiguos de la zona. 